# Dobrženský von Dobrženitz

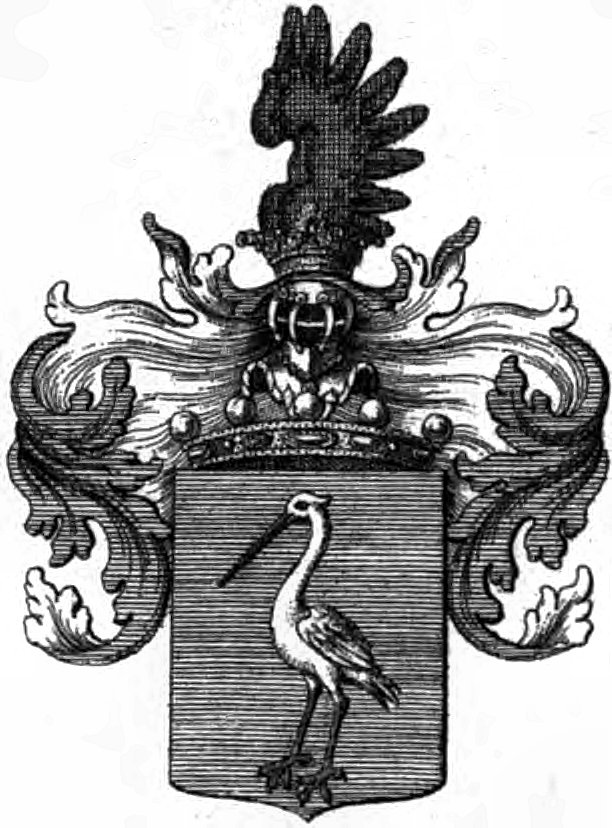
Wappen der Freiherren Dobrenský von Dobrženitz

Dobržensky von Dobrženitz (tschechisch Dobřenští z Dobřenic, auch Dobržensky z Dobrženitz) ist ein böhmisches hochadeliges Geschlecht aus Dobřenice südwestlich von Hradec Králové (Königgrätz).

## Geschichte
Die erste Erwähnung der Familie stammt aus dem 14. Jahrhundert. Heinrich Kunata Dobrženský († 1619) auf Worel kämpfte in Ungarn gegen die Türken, wurde mehrmals zum Hauptmann des Chrudimer Kreises gewählt, außerdem war er Vorsitzender des Landesgerichtes und von 1615 bis 1618 Mitglied des Kammergerichts des Königreiches Böhmen. Wenzel Christoph Dobrženský († 1683) auf Worel war von 1680 bis 1683 Chrudimer Kreishauptmann. Johann Dobržensky war Gutsbesitzer in Kratonohy (Kratenau) und war als Landwirt und Pferdezüchter bekannt. Die meisten Mitglieder des Hauses schlugen eine militärische Laufbahn ein, wie Anton Dobrženský von Dobrženitz (1807–1869), der Feldmarschall wurde. Andere Vertreter der Familie dienten oder waren Kommandanten verschiedener Dragoner- und Ulanenregimenter.
Als eines von 64 gräflichen Geschlechtern erhielt die Familie am 26. Februar 1912 einen erblichen Sitz im Herrenhaus, dem Oberhaus des Österreichischen Reichsrates.

## Weitere Persönlichkeiten

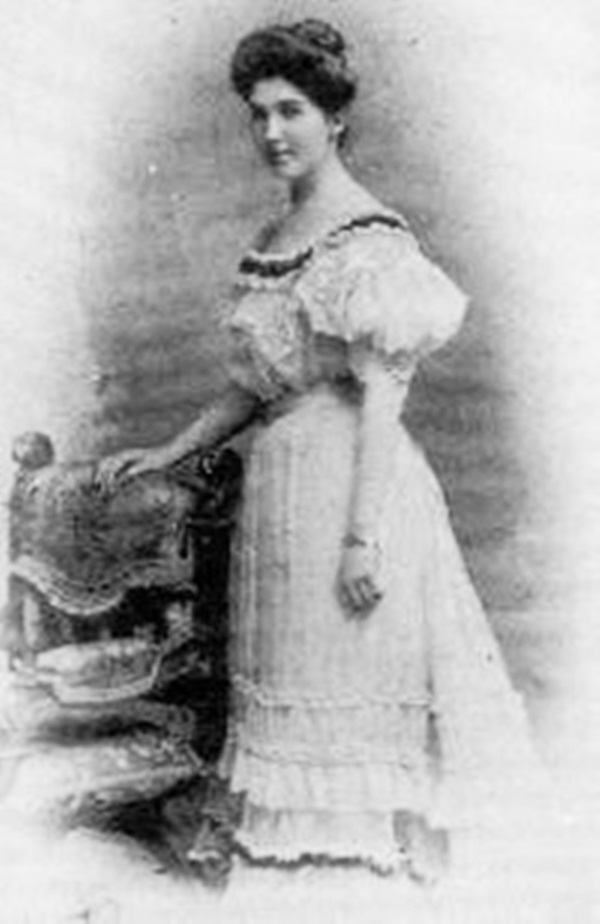
Gräfin Elisabeth Dobrženský von Dobrženitz (1875–1951)

- Anton Freiherr Dobrzensky von Dobrzenitz (* 21. März 1807; † 30. August 1869), war Berufsoffizier und wurde am 2. Oktober 1858 zum k. k. Generalmajor, schließlich am 20. Juli 1865 mit dem Charakter eines k. k. Feldmarschallleutnants pensioniert.[3]
- Anna Gräfin Dobrženský von Dobrženitz (1852–1913), war mit Friedrich Wilhelm zu Ysenburg und Büdingen verheiratet.
- Elisabeth Gräfin Dobrženský von Dobrženitz (1875–1951) ⚭ 1908 Prinz Pedro de Alcantara d’Orléans-Bragança (1875–1940), dem Chef des portugiesischen Königshauses Orléans-Braganza
- Johann Ulrich Freiherr Dobrzenski von Dobrzeniec (1623–1670), kurbrandenburgischer Diplomat

## Besitztümer

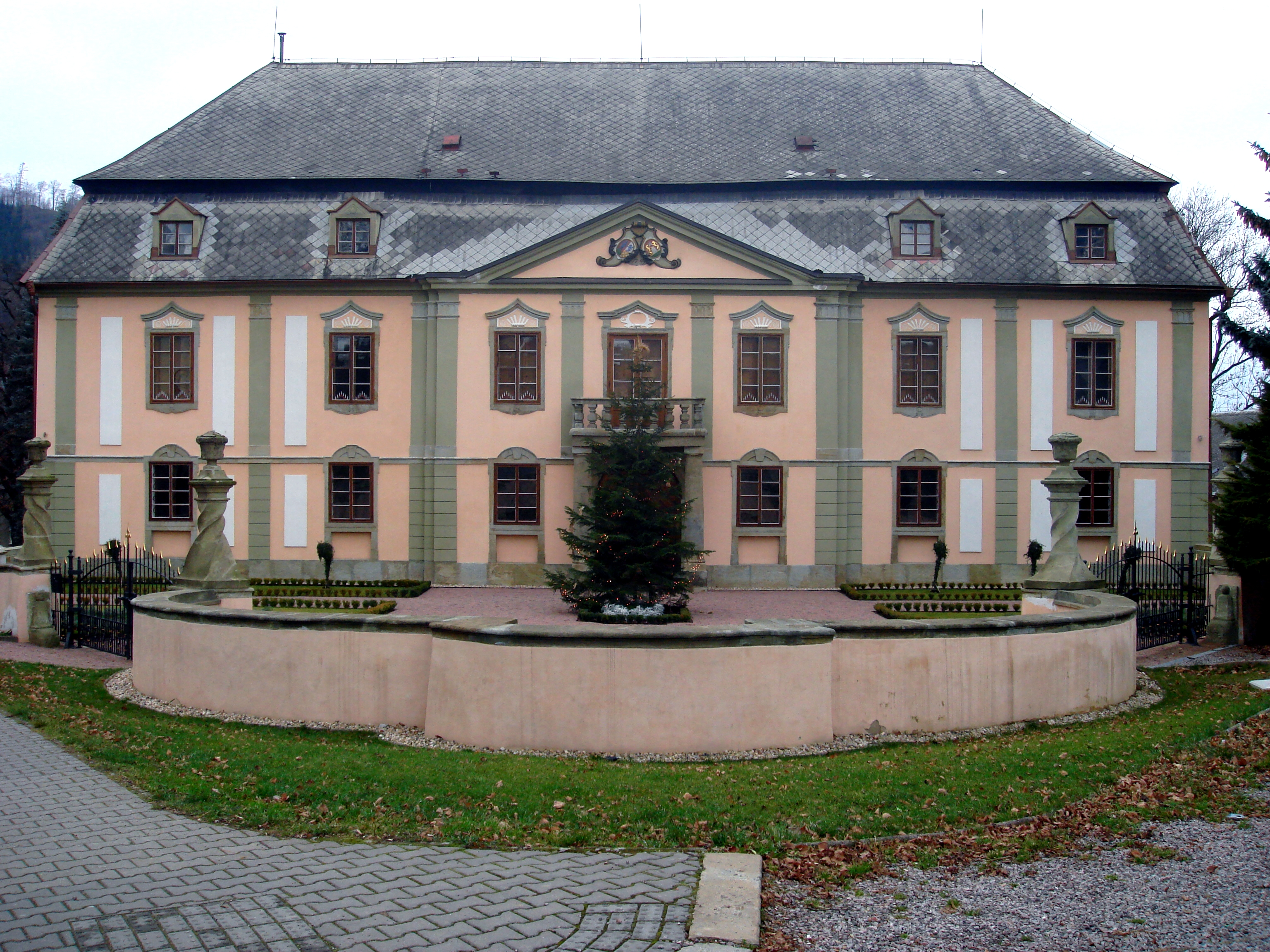
Schloss von Potštejn

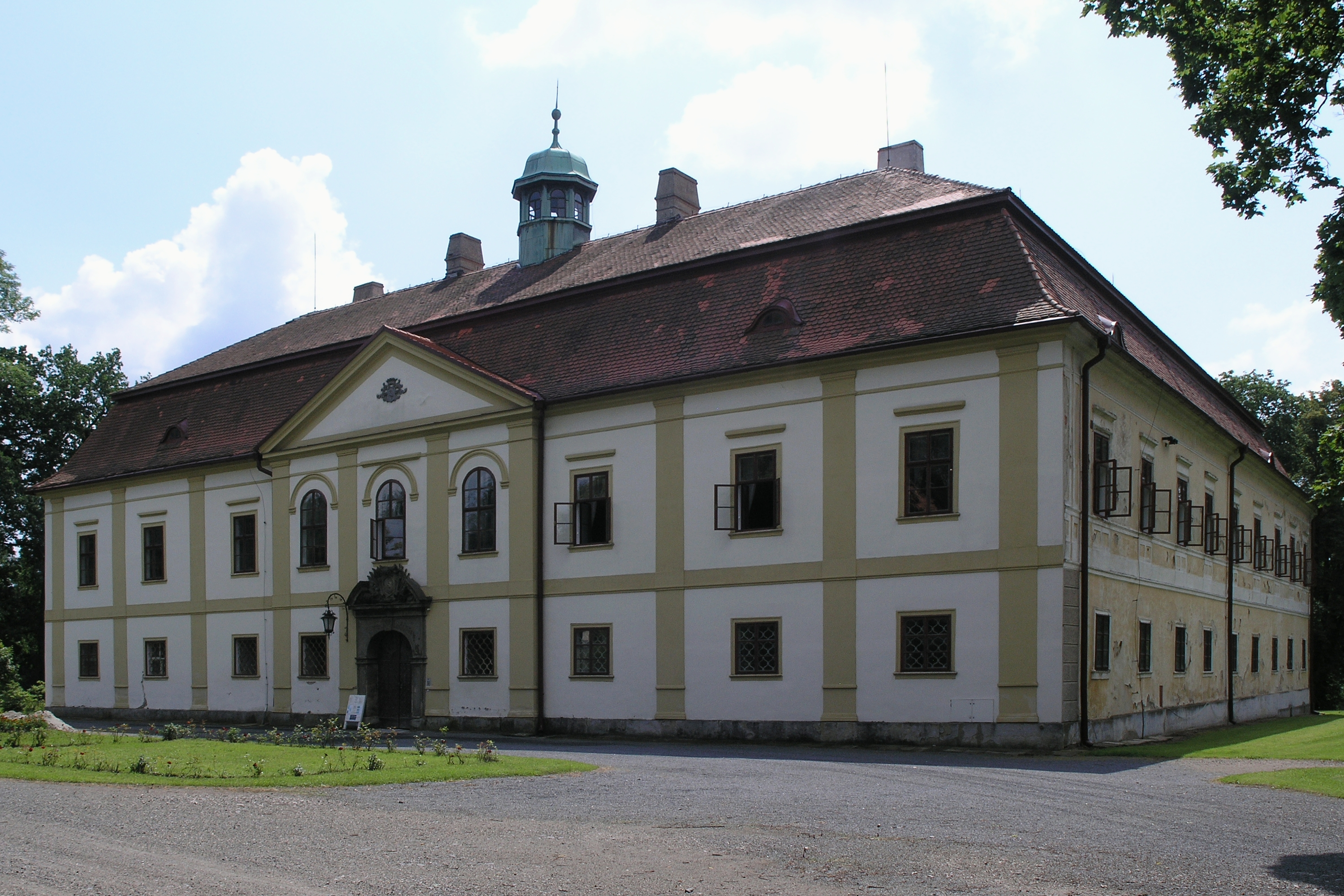
Schloss von Chotěboř

Besitzungen gab es in Chotěboř (Chotieborsch), Neděliště, Úhrov, Uhelná Příbram, Nejepín, Plandry (Preitenhof) und Potštejn (Pottenstein) in Böhmen. Vor dem Ersten Weltkrieg machten sie das Schloss in Potštejn zu einem kulturellen Zentrum, das u. a. von Rainer Maria Rilke und Karl Kraus aufgesucht wurde. Nach 1948 wurde die Familie enteignet. Nach Ende der kommunistischen Herrschaft 1989 erhielt die Familie das Schloss und Ländereien in Chotěboř zurück, wohin ein Teil der Familie wieder zurückgezogen ist.

## Stammwappen
Das Stammwappen zeigt einen weißen Storch auf blauem Grund. Laut Legende geriet der Stammvater des Geschlechtes in türkische Gefangenschaft. Ein Storch, der im Sommer nach Norden zog, soll ihm den Weg zurück in die Heimat gezeigt haben.

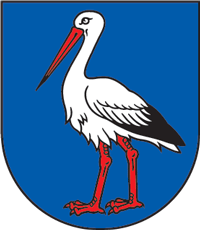
Stammwappen derer von Dobržensky von Dobrženitz
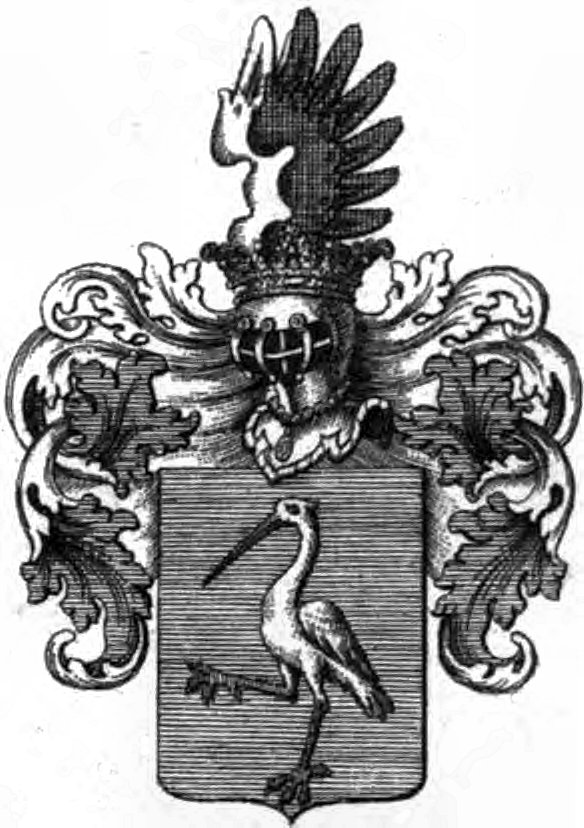
Wappen der Ritter Dobrenský von Dobrženitz
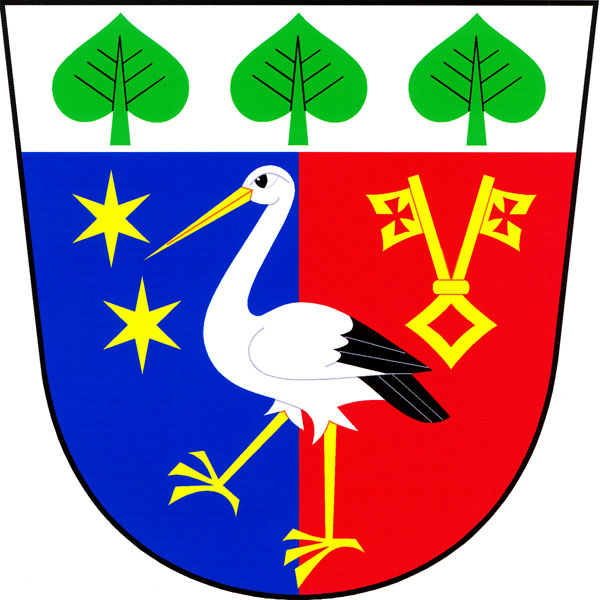
Preitenhof (Plandry)
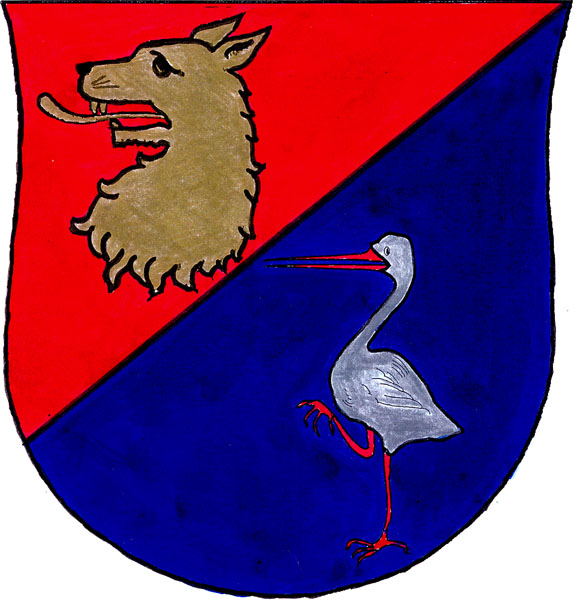
Valy

Das Gemeindewappen von Velký Třebešov, Valy und Preitenhof (Plandry) zeigt ebenfalls den weißen Storch auf blauem Grund derer von Dobrženský von Dobrženitz. Das Gemeindewappen von Neděliště ist in Anlehnung auf das Familienwappen gestaltet.